# Aspidosperma eburneum
Aspidosperma eburneum är en oleanderväxtart som beskrevs av Allem. och José de Saldanha da Gama. Aspidosperma eburneum ingår i släktet Aspidosperma och familjen oleanderväxter. Inga underarter finns listade i Catalogue of Life.